# Ten Mile Pool
Der Ten Mile Pool ist ein See im Westen des australischen Bundesstaates Western Australia. 
Der See liegt im Verlauf des Murchison River nordöstlich der Siedlung Coolcalaya.